# Ernest Michaux
Ernest Michaux (Saint-Brieuc, 29 agosto 1842 – Parigi, 19 gennaio 1882) è stato un inventore francese.

## Biografia

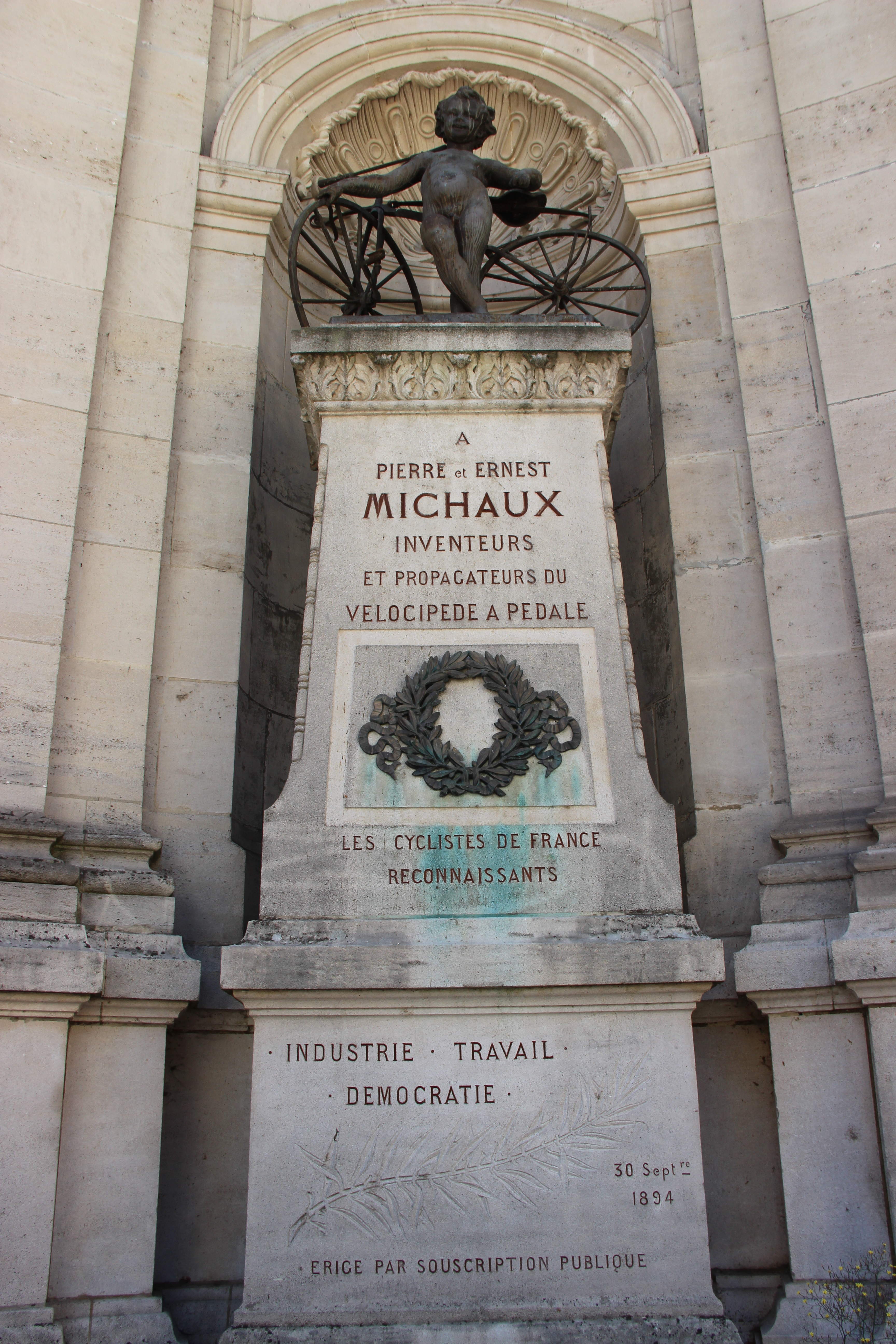
Monumento a Bar-le-Duc

Figlio di Pierre Michaux, nacque il 29 agosto 1842 a Saint-Brieuc, in Bretagna. Negli anni sessanta del XIX secolo (le fonti indicano variamente il 1855, il 1861 e il 1864) inventò una nuova draisina, un biciclo con l'aggiunta dei pedali collegati alla ruota anteriore, aggiungendo in seguito anche i freni. Nonostante la scomodità, che fece assegnare a questa sorta di bicicletta il nomignolo di scuotiossa, fu prodotta in modo piuttosto massiccio per l'epoca. L'invenzione gli è accreditata assieme al padre Pierre.
Introdusse inoltre la sella al posto di un rudimentale cuscino.
Morì il 19 gennaio 1882 all'ospedale Laennec di Parigi.
A Bar-le-Duc gli è stato dedicato un monumento insieme al padre, Pierre.